# LEGO Jurassic World: La mostra segreta
LEGO Jurassic World: La mostra segreta (Lego Jurassic World: The Secret Exhibit) è uno speciale televisivo animato in CGI, diviso in due parti, e funge da prequel del film Jurassic World del 2015. Ispirato alla linea di giocattoli LEGO, è andato in onda sulla NBC negli Stati Uniti il 29 novembre 2018. È stato successivamente distribuito in DVD in Nord America come film di 43 minuti dalla Universal Pictures Home Entertainment il 15 gennaio 2019.
Lo speciale è stato seguito dalla miniserie di 13 episodi LEGO Jurassic World - La leggenda di Isla Nublar nel 2019.

## Trama
Ambientato nel 2012, Simon Masrani sta progettando una nuova mostra segreta nel suo parco a tema sui dinosauri Jurassic World sull'isola di Isla Nublar. La dipendente del parco Claire Dearing è responsabile di garantire che tre dinosauri (Baryonyx, Carnotaurus e Stygimoloch) vengano trasportati da Isla Sorna a Isla Nublar per diventare parte della nuova mostra. Se Claire riesce nell'incarico, Simon diventerà il suo assistente responsabile delle operazioni del parco. Il comportamentista animale Owen Grady viene assunto per trasportare i dinosauri a Isla Nublar, insieme a quattro uova di Velociraptor. Owen e il suo pilota di elicottero affrontano un temporale durante il trasporto dei dinosauri, ma alla fine raggiungono Isla Nublar in sicurezza. All'arrivo, le uova si schiudono e Vic Hoskins è intento ad addestrare i velociraptor ad obbedire ai comandi. Owen è deluso nell'apprendere che il suo lavoro non è ancora finito, poiché deve ancora trasportare i tre dinosauri su un camion dall'altra parte di Isla Nublar. Durante il trasporto, un ragazzo dirotta un veicolo turistico del parco e lo porta a fare una gita in giro per l'isola. Owen, accompagnato dal suo cane Red, segue il ragazzo e lo ferma. Claire procede con il trasporto dei dinosauri da sola. Nel frattempo, Simon vuole che i suoi scienziati, il dottor Henry Wu e Allison Miles, creino una nuova attrazione con i dinosauri per aumentare le visite del parco. Alla fine, decide di far loro cuocere biscotti a tema dinosauro per accompagnare l'apertura della sua nuova mostra.
Nella seconda metà dello speciale, il dipendente insoddisfatto del parco Danny Nedermeyer si infiltra nella sala di controllo del parco e sabota segretamente le operazioni. Owen si riunisce con Claire e la aiuta a trasportare i dinosauri. Su insistenza di Owen, prendono una scorciatoia, ma il loro camion precipita giù da una collina e si schianta, e i dinosauri in gabbia scappano. Inoltre, Danny interrompe l'alimentazione ad uno dei recinti dei dinosauri, consentendo al Tyrannosaurus rex del parco di scappare. Owen riesce a contenere i dinosauri e Vic è impressionato dalla capacità di Owen di controllare gli animali. Owen accetta l'offerta di lavoro di Vic per addestrare i quattro piccoli rapaci. La mostra di Simon, composta da un carosello di tre dinosauri, apre al pubblico. Danny si rivela essere il nipote di Dennis Nedry mentre giura segretamente di continuare i suoi sforzi per abbattere Jurassic World.

## Distribuzione
In Canada, lo speciale ha debuttato il 1º dicembre 2018 su Family Channel. È andato in onda su Syfy lo stesso giorno negli Stati Uniti con anche dei contenuti speciali che mostrano gli errori. Nel Regno Unito lo speciale è andato in onda tra il 6 e il 7 dicembre 2018 su CITV. Nine Network lo ha trasmesso in Australia il 10 e il 17 dicembre 2018. TVNZ 2 lo ha trasmesso in Nuova Zelanda il 22 dicembre 2018. A Singapore, ha debuttato sul blocco Okto di Channel 5 il 4 maggio 2019. Prima del debutto di La leggenda di Isla Nublar, Nickelodeon ha mandato in onda lo speciale negli Stati Uniti il 17 e il 24 agosto 2019.

### Streaming
In Italia è disponibile su Netflix e su Prime Video.

## Accoglienza
Nella sua anteprima, la prima parte dello speciale ha attirato 2,1 milioni di spettatori. La seconda parte è scesa a 1,4 milioni.
Scrivendo per Common Sense Media, Emily Ashby ha messo in dubbio l'abbinamento del marchio LEGO adatto ai bambini con la serie Jurassic World più incline agli adulti. Ha elogiato la commedia, l'azione e il ritmo degli speciali, ma ha anche avvertito che la sua animazione dettagliata potrebbe essere un problema per i genitori preoccupati per il marketing per i bambini.